# Ковалёва, Наталья Сергеевна

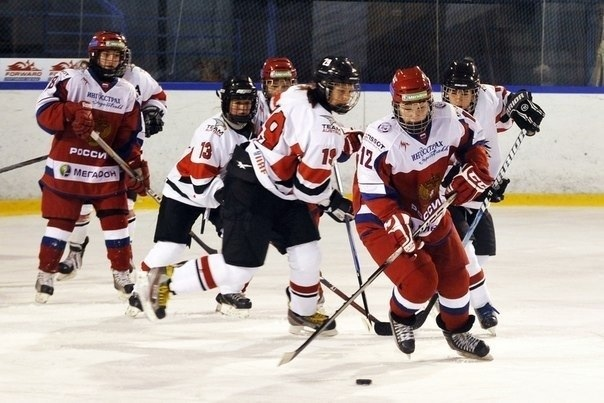
ЧМ 2012 по хоккею среди молодёжных сборных (Финляндия, Хейнола)

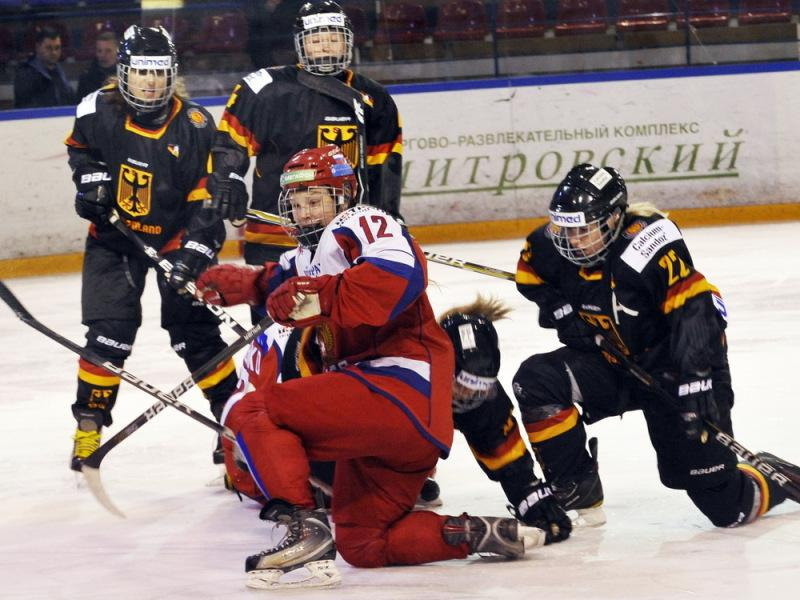
Кубок четырёх наций в Дмитрове. Игра против сборной Германии

Ната́лья Серге́евна Ковалёва (род. 1996) — российская хоккеистка, мастер спорта по хоккею с шайбой, выступавшая на позиции нападающей в хоккейных клубах «Торнадо» Дмитров, «Динамо» Санкт-Петербург» и в молодежной сборной России.

## Биография
Родилась 26 февраля 1996 года в городе Одинцово (Московская область). Воспитанница одинцовского ХК «Атлант». Становилась победительницей всероссийских соревнований на призы клуба «Золотая шайба». В составе сборной Московской области была золотой медалисткой VI зимней Спартакиады учащихся России. Свою профессиональную карьеру начинала в хоккейном клубе «Торнадо» (Дмитров, Московская область). Играла в составе команды в сезоне 2011/2012 и 2012/2013. В сезонах 2013/2014 и 2014/2015 выступала за женский хоккейный клуб «Динамо Санкт-Петербург».  С 2012 по 2014 гг. - член женской молодежной сборной России . Капитан молодежной сборной России в сезоне 2013/2014.

## Достижения
- Двукратная чемпионка России по хоккею с шайбой среди женщин (2011/2012 и 2012/2013).
- Двукратная обладательница Кубка европейских чемпионов в составе «Торнадо» (2011/2012 и 2012/2013).
- Награждена медалями «За спортивную доблесть» II и III степени[5].